# Salvatore Castagna
Salvatore Castagna (Caltagirone, 14 gennaio 1897 – Roma, 3 febbraio 1977) è stato un generale italiano.

## Biografia
Salvatore Castagna nasce a Caltagirone, in provincia di Catania, il 14 gennaio 1897. Allo scoppio della prima guerra mondiale nel maggio del 1915, si arruola giovanissimo come volontario. Dopo un breve corso di allievo ufficiale, nel novembre ha il battesimo del fuoco sul Monte Civaron, dove grazie all'ardimento mostrato viene promosso tenente. Nel 1917, combattendo sul Carso, gli fu conferita la medaglia d´argento al valor militare.
Pochi giorni prima della fine del conflitto il 26 ottobre 1918, fu ferito alla testa combattendo sul Monte Grappa.
Terminato il primo conflitto mondiale, Castagna rimane nel Regio esercito, prendendo parte alla riconquista della Tripolitania negli anni venti nel corpo dei Cacciatori d'Africa. Nel 1937, col grado di maggiore, vi ritornò come comandante prima del presidio dì Iefren, poi di Bardia e infine di Giarabub, dove lo sorprese l'inizio della seconda guerra mondiale.

### L'eroe di Giarabub
Giarabub è un'oasi circondata da dune, a 50 chilometri dal confine egiziano e a 300 dal mare.
Fu l'ultimo caposaldo italiano a cadere dopo la perdita di tutta la Cirenaica, al termine di un assedio durato ben quattro mesi.

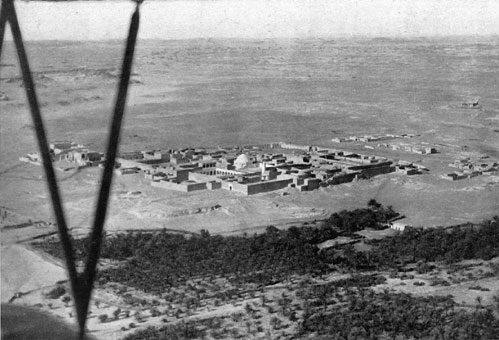
Foto aerea di Giarabub nel 1941

Da quell'episodio nacque la "saga di Giarabub" assai sfruttata dal regime fascista, saga che celebrava l'eroico maggiore Castagna al quale i suoi soldati non chiedevano pane, ma "piombo per i moschetti", come intonava la canzone la sagra di Giarabub, assai famosa all'epoca.
Verso la fine di marzo del 1941 il piccolo presidio italiano di Giarabub, al comando del tenente colonnello Castagna, si arrese. Castagna (era stato promosso sul campo qualche giorno prima per merito di guerra), ferito al capo, fu prima portato in un ospedale inglese in Palestina e, dopo la guarigione, in un campo di prigionia in India, presso Bombay, dove passò quasi sei anni prima di essere rimpatriato.

### Il dopoguerra
Tornato in Italia, il 23 novembre 1946 apprese che entrambi i genitori erano deceduti, ansiosi sino alla fine di sue notizie. Apprese pure che in tutti quegli anni la sua eroica vicenda aveva avuto risonanze enormi nella propaganda fascista che partorì persino un noto film con lo stesso nome dell'oasi, diretto da Goffredo Alessandrini nel 1942 e con la presenza nel cast di un giovanissimo Alberto Sordi.
Intanto Castagna, promosso generale, venne nominato comandante militare della zona di Catania, poi si stabilì definitivamente a Roma e continuò la sua carriera nell'Esercito italiano fino al grado di generale di divisione. Morì ottantenne all'Ospedale militare del Celio il 3 febbraio 1977, al capezzale il nipote Riccardo Castagna e una copia del suo libro sul comodino La difesa di Giarabub edito da Longanesi. Le spoglie riposano presso la cappella della famiglia Castagna, da lui voluta, a Caltagirone.